# يوهانا ريتينغ كانيريد
آنا يوهانا ريتينغ كانيريد (من مواليد 12 فبراير 1997) هي لاعبة كرة قدم سويدية محترفة تلعب في المركز لاعب خط وسط لنادي نادي تشيلسي الإنجليزي في دوري السوبر للسيدات ومنتخب السويد. لعبت سابقًا مع فرق الدوري السويدي "دامالسفينسكان" لكرة القدم للسيدات تيريسو، ديورغاردن، روسينجورد، وبي كي هكن. في 18 ديسمبر 2024، حصلت على جائزة الكرة الماسية، وهي أرقى جائزة يمكن أن تحصل عليها لاعبة كرة قدم في السويد.

## مسيرتها الكروية
بدأت ريتينغ كانيريد مسيرتها الكروية مع نادي فورسبي إف إف في كوبينغ. بعد انطلاقتها في موسم 2014 مع نادي تيريسو إف إف، حيث ظهرت لأول مرة في الدوري السويدي الممتاز، وشاركت في خمس مباريات من أصل ثماني مباريات، أعلن النادي في يونيو انسحابه من الدوري بسبب نقص اللاعبين والموارد المالية. في يوليو من العام نفسه، قررت قبول عرض ألتا بتوقيع عقد لمدة عام ونصف والانتقال إلى إيليتان مجددًا. في هذه الفترة، لم تجد مساحة كافية للمشاركة، حيث شاركت في خمس مباريات وسجلت هدفًا في عام 2014، لكنها شاركت في مباراتين فقط في البطولة التالية.

### ديورغاردن
في فبراير 2016، وقّعت ريتينغ كانيريد عقدًا مع نادي ديورغاردن. وظهرت لأول مرة مع الفريق الجديد تحت إشراف المدربة إيفون إكروث بعد جولات قليلة من انضمامها إلى الفريق في مباراة إيلفيس. لاحقًا منحتها إكروث ثقتها الكاملة، حيث شاركت كلاعبة أساسية في جميع مباريات دوري دامالسفينسكان لكرة القدم 2016، حيث تقاسمت مع زميلاتها مشاركة بطولة، واحتل الفريق المركز السادس. وبفضل أدائها المتميز خلال الموسم، لُقبت ريتينغ كانيريد باللاعبة الصاعدة" في حفل كرة القدم لعام 2016. مع استمرارها في دوري دامالسفينسكان لكرة القدم 2017، وثقت المدرب الجديد للفريق، جويل ريديز، شاركت في 19 مباراة في البطولة، واحتل الفريق المركز السادس في ترتيب عام 2017.

### روسينجورد
قبل انطلاق موسم 2018، وقّعت ريتينغ كانيريد عقدًا لمدة عامين مع روسينجورد. وفي اليوم نفسه، أصيبت بقطع في الرباط الصليبي خلال حصة تدريبية مع ديورغاردن، مما تسبب في غيابها عن موسم 2018 بأكمله. في 1 نوفمبر 2019، فازت بأول لقب في مسيرتها، وهو بطولة السويد 2019، ومددت عقدها لثلاث سنوات. لعبت مباراتين ذهابًا وإيابًا ضد فريق لانتشوتي الجورجي، وسجلت هدفًا في المباراتين.

### بي كيه هاكن
بعد انتقالها إلى روسينجورد عام 2021، الذي كان مثيرًا للغاية، إذ وقّعت مع نادي كوباربيرغس/غوتنبرغ لكرة القدم. في 28 يناير 2021، غيّر الفريق اسمه إلى بي كي هاكن إف إف، بعد انتقال ملكيته بالكامل هيسينغسكلوبن بي كي هاكن، وبالتالي أصبحت قسمًا نسائيًا وتأخذ شعار الشركة وألوانها، لتلعب يوهانا مع بي كي هاكن. خلال موسميها حقق الفريق المركز الثاني في الدوري السويدي الممتاز.

### تشيلسي
في أغسطس 2022، انتقلت إلى تشيلسي، ووقعت عقدًا لمدة ثلاث سنوات مع خيار التمديد لعام آخر. في 8 مارس 2023، سجلت هدفها الأول مع تشيلسي ضد برايتون. في موسم 2022-2023، ساعدت فريقها على الفوز بالثنائية المحلية. في 10 ديسمبر 2023، سجلت ريتينغ كانيريد هدفًا أمام أكبر حشد في الدوري الممتاز آنذاك والذي بلغ 59,042 متفرجًا. في كأس الاتحاد الإنجليزي 2023-2024، قدمت تمريرتين حاسمتين في الفوز 3-1 على وست هام. في موسم 2024-2025، لعبت ريتينغ كانيريد 36 مباراة في جميع المسابقات حيث حقق تشيلسي ثلاثية محلية من كأس الاتحاد الإنجليزي للسيدات وكأس رابطة السيدات والدوري الممتاز للسيدات، ولم تُهزم في الأخير وحققت رقمًا قياسيًا في عدد النقاط. سجلت خمسة أهداف في جميع المسابقات، بما في ذلك تسديدة طائرة ضد توتنهام هوتسبير والتي رُشحت لجائزة هدف الموسم في الدوري الإنجليزي الممتاز للسيدات. في يونيو 2025، أعلن تشيلسي أن ريتينج كانيريد قد وقعت عقدًا جديدًا حتى عام 2027.

## مسيرتها الدولية

### منتخب الشباب
استُدعيت ريتينغ كانيريد من قِبل الاتحاد السويدي لكرة القدم عام 2012، بدايةً لمنتخب تحت 15 عامًا، حيث شاركت في مباراتين وديتين قبل أن تنتقل إلى منتخب السويد تحت 17 سنة لكرة القدم للسيدات في العام نفسه. انضمت إلى الفريق الذي خاض المرحلة الأولى من التصفيات المؤهلة لبطولة أوروبا تحت 17 عامًا 2013، وفي هذه المناسبة سجلت هدفها الأول مع المنتخب الوطني في 03 نوفمبر، محققةً التعادل 2-1 مع النمسا قبل أن تُعادل النتيجة بهدفين لكل فريق قبل نهاية المباراة. إلى جانب ظهورها مرة واحدة مع منتخب تحت 18 عامًا عام 2014، انضمت ريتينغ كانيريد إلى منتخب تحت 19 عامًا منذ عام 2016، حيث شاركت معه، بعد مباراتين في بطولة لا مانجا، في مرحلة التصفيات النهائية لبطولة أوروبا تحت 19 عامًا 2016 في سلوفاكيا. في صيف ذلك العام نفسه، لعبت مع منتخب تحت 23 عامًا، الذي خاض معه كأس الشمال الأوروبي، قبل سلسلة من البطولات غير الرسمية، وبقيت مع أكبر فرق الشباب حتى عام 2020، وشاركت في 20 مباراة.
في غضون ذلك، وبفضل المركز الأول الذي حققته في بطولة أوروبا تحت 19 عامًا 2015 في إسرائيل، حصلت السويد على حق المشاركة مع منتخب تحت 20 عامًا في كأس العالم تحت 20 عامًا 2016 في بابوا غينيا الجديدة. بعد أن أدرجها المدربان الاتحاديان كالي بارلينج وأنيلي أندرسن في التشكيلة، بعد اختبارها في مباراتين وديتين، شاركت ريتينغ كانيريد في جميع المباريات الثلاث للمنتخب الوطني في المجموعة الأولى من دور المجموعات. كانت هزيمتها 2-0 أمام كوريا الشمالية، وفي الفوز 6-0 على بابوا غينيا الجديدة، حيث سجلت الهدف الخامس للسويد، وفي التعادل 1-1 مع البرازيل، وهو المنتخب الوطني الذي على الرغم من إنهاء المجموعة بنفس النقاط، فقد أخرجهم بالفعل في هذه المرحلة بسبب فارق الأهداف الأفضل.

### منتخب السويد الأول
في 19 فبراير 2021، شاركت لأول مرة مع منتخب السويد لكرة القدم للسيدات، في مباراة ودية انتهت بفوز السويد 6-1 على النمسا في باولا، مالطا. دخلت كبديلة في الدقيقة 61 لفريدولينا رولفو. ضمها المدرب بيتر جيرهاردسون إلى تشكيلة كأس الغارف 2022، حيث فازت السويد بالمركز الأول. في 28 يونيو 2022، سجلت هدفها الدولي الأول في مباراة ودية ضد البرازيل، معادلةً النتيجة 1-1 في مباراة انتهت بفوز منتخب السويد بنتيجة 3-1. في 13 يونيو 2023، أُدرجت في تشكيلة كأس العالم 2023 المكونة من 23 لاعبة. لعبت في جميع مباريات فريقها السبع، حيث استُبدلت ست مرات ودخلت كبديلة في الدقيقة 76 في المباراة الثالثة بالمجموعة ضد الأرجنتين، عندما استراح بعض اللاعبات الأساسيات. هُزمت هي وفريقها بنتيجة 1-2 في الدور نصف النهائي أمام إسبانيا. وفازت بالميدالية البرونزية بفوزها بنتيجة 2-0 في مباراة تحديد المركز الثالث ضد أستراليا.

## الإنجازات
تيريسو
- دوري أبطال أوروبا للسيدات: 2013–14 (المركز الثاني)

روسينجورد
- دامالسفينسكان: 2019

هاكن
- سفينسكا كوبن دامر: 2020-2021

تشيلسي
- دوري السوبر للسيدات: 2022–23، 2023–24، 2024–25
- كأس الاتحاد الإنجليزي للسيدات: 2022–23، 2024–25
- كأس الدوري الإنجليزي للسيدات: 2024–25[28]

جوائز فردية
- هدف الشهر في الدوري العالمي لكرة القدم: أكتوبر 2024.[29]
- جائزة الكرة الماسية: 2024